# جرسون رودریگز
جرسون رودریگز (انگلیسی: Gerson Rodrigues Correia Leal؛ زادهٔ ۲۰ ژوئن ۱۹۹۵) یک بازیکن فوتبال اهل لوکزامبورگ است. وی همچنین در تیم ملی فوتبال لوکزامبورگ بازی کرده‌است.